# Загоричанци
Загоричанци или в местния говор загоричѐни (на гръцки: Βασιλειαδίτες) са жителите на село Загоричани (Василиада), Гърция. Това е списък на най-известните от тях.

## Родени в Загоричани
А – Б – В – Г – Д –
Е – Ж – З – И – Й —
К – Л – М – Н – О —
П – Р – С – Т – У —
Ф – Х – Ц – Ч – Ш —
Щ – Ю – Я

### А
- Анастас Янков (1857 – 1906), български революционер, деец на ВМОК
- Анастас Мишаков, деец на гръцката въоръжена пропаганда[1][2]
- Аргир Вангелов Геленцов (1886 – 1934), български революционер, участник в Илинденско-Преображенското въстание, починал в София[3][4]
- Атанас Дуков (Θανάσης  Ντούκωφ), български революционер от „Охрана“[5]
- Апостол Калоянов, български просветен деец
- Атанас Топалов (? – 1903), български свещеник и революционер

### Б
- Благой Кирчев (1865 – ?), български адвокат, народен представител

### В
- Васил Касов (1880 – 1939), български революционер
- Василий Смирненски (1835 – 1910), митрополит на Анхиало и Смирна[6]

### Г
- Григор Анастасов, учител в костурското село Горенци[7]
- Григор (Глигор) Ичков, български революционер, загинал преди 1908 г., погребан в братската могила в Апоскеп[8]

### Д
- Дамян Илиев, български учител и революционер
- Диме Сапунаров (около 1823 - 15 август 1903), убит от турски войници край селото по време на Илинденското въстание[9]
- Димитър Благоев (1856 – 1924), български политик
- Димитър Иванов, български революционер, деец на „Охрана“
- Димитър Йовков (1877 - 1957), български революционер
- Димитър Кьсев (1872 - 1973), български революционер
- Димитър Попдимитров (1869 - след 1943), български революционер
- Димитър Спиров, български търговец и общественик
- Димитър Сапунаров, български революционер
- Димитър Чостов (1883 – след 1943), български революционер
- Димчо Атанасов Дуков (1929 – ?), войник на ДАГ в Гражданската война (1946 – 1949), след разгрома на ДАГ в 1949 година емигрира в СССР, а в 1956 година се установява във Варна, България, оставя спомени[10]

### Е
- Екатерина Дамянова Делева (1916 – ?), съпруга на Методи Делев, членка на ЕАМ от 1943 г. и на АФЖ, войник от ДАГ в Гражданската война (1948 – 1949), след разгрома на ДАГ с децата си емигрира в България и се установява във Варна, оставя спомени[11]
- Екатерина Данчева, учителка в костурското село Горенци[12]
- Елена Дамянова (1878 - ?), българска учителка и революционерка

### И
- Иван Касов, български революционер от ВМОРО, четник на Кузо Попдинов[13]
- Иван Колокотронов (1880 – 1905), български революционер
- Иван Сапунаров, български учител и революционер
- Иван Шотов (1889 – 1941), български търговец и благодетел
- Иван Шпатов, български търговец и дарител на желязната църква „Свети Стефан“ в Цариград. Името му е изписано в самата църква. [14]
- Илия Вулев (1880 – ?), български учител
- Илия Патеров, български общественик
- Илия Попанстасов (Илияс Папанастасиу), деец на гръцката въоръжена пропаганда[15][16]
- Илия Шотов (1856 – 1939), български търговец и благодетел

### Й
- Йосиф Марков (? - 1946), български общественик

### К
- Киро (Киряк) Димитров Киров (1864 – след 1943), български революционер
- Константин Шапкарев, учител в костурското село Горенци[12]
- Козма Карамачо (? – 1901), гъркоманин, предател
- Козма Клянков (Κοσμας Μισιρλής ή Κλιάντσος, Космас Мисирлис Клянцос), участник в гръцката въоръжена пропаганда, убит от Лазар Поптрайков през юли 1899 година[17][18][2]
- Козма Погончев (1875 - 1934), български революционер
- Козма Христов Джидров, български революционер[19]
- Костадин Василев (1865 – след 1912), български революционер
- Коста Киров (1870 – след 1943), български революционер
- Кузман Караджов (1897 - 1975), български общественик
- Кузман Стефов (Попстефов, 1875 – 1902), български революционер, войвода на ВМОРО
- Кузо Илков – Самарджията, български революционер от ВМОРО[20][21]
- Кузо Погончев (1873 – 1902), български революционер, деец на ВМОК

### М
- Маслина Грънчарова (1874 – 1958), българска революционерка
- Методи Димитров Делев (1909 – ?), в 1936 година е интерниран на Агиос Евстратиос, член на Гръцата комунистическа партия от 1945 година, от 1945 до 1964 година е в затвора като българин комунист, след излизането си на свобода, емигрира в България, оставя спомени[11]
- Митре Гърков, войвода на Загориченската чета през Илинденско-Преображенското въстание.[22]

### Н
- Натанаил Янков (1865 - ?), български военен деец
- Наум Темчев, български просветен деец
- Неделко Попстефов (? - 1913), български свещеник и революционер,[23]
- Никола Грънчаров (? - 14 август 1903), деец на ВМОРО, загинал в сражението при Дробоко по време на Илинденско-Преображенското въстание[24]
- Никола Досев (1880 – ?), български революционер, войвода на ВМОРО
- Никола Попанастасов Ралев, български революционер, участник в Илинденското въстание и църковната борба, затварян в затвора Едикуле и Костурския затвор, преселил се през 1907 в Канада[25]
- Никола Филов, четник на Стефо Николов[26]
- Лефтер Манче (1948 – ), канадски пластичен хирург

### П
- Пандо Типов (1902 – 1928), български революционер
- Петър Погончев (1875 – 1908), български революционер, деец на ВМОК и на ВМОРО

### С
- Сава Цеков (? – 1895), български духовник, архимандрит, председател на Костурската българска община
- Сотир Лютиков (1916 – 1948), гръцки партизанин и деец на СНОФ, НОФ и НОВМ
- София Атанасова Киричева (1927 – ?), член на ЕПОН от 1946 г., ятачка на ЕЛАС, извела група деца бежанци в Румъния в 1948 г., участничка в Гражданската война на страната на ДАГ (1949), сражавала се при Малимади, Кулукутурия и Лерин, емигрантка в СССР (1949 – 1956), в 1956 година се установява във Варна, България, авторка на спомени[27]
- Спиро Василев Мореов, български общественик, македоно-одрински опълченец, председател на Костурското братство
- Сребро Данов (1869 – ?), български просветен деец
- Стефан Николов (1840 – 1905), български духовник, убит в Загоричанското клане от 1905 година на 60 години[28]
- Султанка Николова Дукова (1906 – ?), членка на АФЖ, ятачка на ЕЛАС, войник на ДАГ в Гражданската война (1948 – 1949), след разгрома на ДАГ в 1949 година емигрира в Полша, а в 1954 година се установява със семейството си във Варна, България, оставя спомени[10]
- Султана Димитрова Сапунарова – Шотова (1896 - 12 октомври 1968), починала във Варна, дъщеря на Димитър Сапунаров[29]

### Ф
- Филип Васков – Славянски, български и югославски общественик
- Филип Колокотронов (1881 – 1916), български революционер

### Х
- Хрисанта Патерова (1862 – 27 март 1937), българска общественичка и дарителка
- Христо Благоев (1865 – 1896), български социалист
- Христо Буцев, български духовник
- Христо Данов (1877 – ?), български просветен деец, завършил филология в Германия, с докторско звание в София, учител в Сяр[30]
- Христо Дуков (1865 – ?), български лекар
- Христос Дукас (1933 – 2000), гръцки художник, изведен в 1948 г. като дете бежанец в Румъния, завърнал се в Гърция и установил се в Лошница рисува икони и стенописи в къщи и лошнишките църкви[31]
- Христо Попстефов, български учител, брат на Неделко Попстефов и син на българския свещеник отец Стефан
- Христо Сугарев (Ицо Сугарето), загорицки първенец, допринесъл за наемането на Георги Динков за учител в селото[32]
- Христо Сугарев (1884 – 1956), деец на Загорицкото благотворително и взаимоспомагателно дружество „Илинден“, внук на Ицо Сугарето, починал в София[32]
- Христо Цуцулев (Христос Цуцулис Димитриадис), гръцки учител и участник в гръцката въоръжена пропаганда, убит от ВМОРО през юли 1899 година
- Христо Шотов (1852 – 1927), починал във Варна, брат на Илия Шотов, четник на Стефо Николов[26]

### Я
- Яков Янков, български общественик, деец на ВМОК

## Починали в Загоричани
- Нумо Янакиев Желински (1882 – 1904), костурски районен войвода на ВМОРО
- Глигор Зисов (? – 1913), български учител
- Панайот Робев (? – 1913), български революционер

## По произход от Загоричани
- Петър Джидров (1876 – 1952), български политик

## Македоно-одрински опълченци от Загоричани
- Андон Шалев (1873 – ?), 1 рота на 6 охридска дружина, носител на орден „За храброст“ ІV степен[33]
- Атанас Данев (Данов, 1886 – 1913), 1 рота на 6 охридска дружина, загинал при Редки буки на 18 юни 1913 година[34]
- Вангел Д. Чакъров, четата на Коста Христов Попето[35]
- Вангел С. Пърчев (Гърчев), партизанска рота на Никола Лефтеров, 4 рота на 10 прилепска дружина, носител на орден „За храброст“ ІV степен[36]
- Васил Димитров (1886 – ?), партизанска рота на Никола Лефтеров, 4 рота на 10 прилепска дружина, носител на орден „За храброст“ ІV степен[37]
- Владимир Попанастасов (1887 – ?), 1 рота на 6 охридска дружина, ранен на 9 юли 1913, награден[38]
- Георги Василев (1894 – ?), 1 рота на 6 охридска дружина[39]
- Георги Иванов, Костурска съединена чета, носител на сребърен медал[40]
- Георги Н. Чакъров (1876 – ?), млекар, ІV отделение, 2 рота на 9 велешка дружина, носител на бронзов медал[35]
- Димитър Аргиров, 36-годишен, 1 рота на 6 охридска дружина, носител на орден „За храброст“ ІV степен[41]
- Димитър Калоянов (1881 – ?), 1 рота на 6 охридска дружина[42]
- Димитър Христов (1877 – ?), ревизор по железниците, щаб на 4 битолска, Нестроева рота на 6 охридска, 1 рота на 10 прилепска дружина, ранен на 18 юни 1913 година[43]
- Захари Станоев (Станев), жител на Самоков, партизанска чета на поручик Никола Лефтеров, 4 рота на 10 прилепска дружина[44]
- Иван Дамянов (1891 – ?), 1 рота на 6 охридска дружина[45]
- Илия Димитров (1887 – ?), 2 рота на 4 битолска дружина[46]
- Илия Киров Шуптов (Шкапов, 1879 – след 1943), 1-ва рота на 6-та охридска дружина, 4-та рота на 15-а щипска дружина;[47] на 11 април 1943 година като жител на Пловдив подава молба за българска народна пенсия, която е одобрена и пенсията е отпусната от Министерския съвет на Царство България[48]
- Илия Киряков Туптов, 1 рота на 6 охридска дружина, Сборна партизанска рота на МОО, попаднал в плен на 14 юли 1913 година[49]
- Илия Кьосев, 1 рота на 8 костурска дружина[50]
- Костадин (Кочо) Василев (1865 – ?), млекар, неграмотен, партизански отряд на Димитър Аянов[51]
- Кръсто (Кръстю) Иванов (1861 – 1913), музикантска команда на 11 сярска дружина, музикантска команда на 2 скопска дружина, загинал на 16 юли 1913 година[52]
- Кузман Попвасов (1894 – ?), 1 рота на 6 охридска дружина[53]
- Ламбо (Ламбро) Кузманов (1886 – ?), 1 рота на 6 охридска дружина[54]
- Леонид Бачов (1869/1870[55] или 1880[56] – ?), млекар, 3 рота на 4 битолска дружина[55]
- Нато Янков (1864 – ?), жител на София, щаб и 1 рота на 6 охридска дружина[57]
- Никола Симов (1877 – ?), 1 рота на 6 охридска дружина[58]
- Никола Янакиев (1888 – ?), Костурска съединена чета, носител на сребърен медал[59]
- Пандо Кузов, 1 рота на 9 велешка дружина[60]
- Симо Христов (1876 – ?), 1 рота на 6 охридска дружина, носител на орден „За храброст“ ІV степен[61]
- Сотир (Спиро) Димитров, 3 отделна партизанска рота, 2 рота на 11 сярска дружина, носител на орден „За храброст“ ІV степен[62]
- Спас Георгиев Васов (1892 – ?), 1 рота на 6 охридска дружина, Сборна партизанска рота на МОО[63]
- Спиро Григоров (1891 – ?), 1 рота на 6 охридска дружина[64]
- Спиро Н. Филев (1875 – след 1943), четата на Коста Христов Попето, 4 рота на 10 прилепска дружина[65]
- Спиро Сидеров (Сидов, 1884 – ?), Костурска съединена чета[66]
- Спиро Петличков (1891 – ?), партизанска чета на Никола Лефтеров, 4 рота на 10 прилепска дружина,[67] в 1919 година завършил право в Софийския университет.[68]
- Спиро Хаджиев (1887 – ?), 1 и Нестроева рота на 6 охридска дружина[69]
- Спиро Я. Крондев (1889 – ?), 1 рота на 6 охридска дружина[70]
- Ставре Тунев (1885 – ?), 1 рота на 6 охридска дружина, носител на бронзов медал[71]
- Стоян Киров (1880 – ?), 1 рота на 6 охридска дружина[72]
- Търпен Георгиев (1894 – ?), 1 рота на 6 охридска дружина[73]
- Филип Ангелов, 43-годишен, 1 рота на 4 битолска дружина[74]

## Загинали в Гражданската война
| №   | Име                    | Година | Място         |
| --- | ---------------------- | ------ | ------------- |
| 1.  | Никола Костандовски    | 1947   | Церово        |
| 2.  | Ангел Диовски          | 1947   | Вич           |
| 3.  | Сотир Лютиков          | 1948   | Паяк          |
| 4.  | Ангел Говедаров        | 1948   | Грамос        |
| 5.  | Ристо Шабанов          | 1948   | Грамос        |
| 6.  | Ильо Сундев            | 1948   | Грамос        |
| 7.  | Ламбо Шабанов          | 1948   | Грамос        |
| 8.  | Методи Франджев        | 1947   | Кожани        |
| 9.  | Коста Калоянов         | 1947   | Кожани        |
| 10. | Стефо Бужов            | 1947   | Кожани        |
| 11. | Манол Шкифов (Шклифов) | 1947   | Кожани        |
| 12. | Петро Смангалиев       | 1948   | Грамос        |
| 13. | Георги Миталков        | 1948   | Вич           |
| 14. | Трифон Типоев          | 1948   | Вич           |
| 15. | Ангелчо Дуковски       | 1949   | Вич           |
| 16. | Гечо Долев             | 1948   | Грамос        |
| 17. | Васо Костандов         | 1948   | Грамос        |
| 18. | Стефо Вангелов         | 1948   | Грамос        |
| 19. | Гечо Вангелов          | 1948   | Грамос        |
| 20. | Веса Буцова            | 1948   | Грамос        |
| 21. | Митко Джидровски       | 1948   | Грамос        |
| 22. | Стефо Джидровски       | 1948   | Грамос        |
| 23. | Ламбро Джидровски      | 1948   | Грамос        |
| 24. | Ангел Манчевски        | 1948   | Грамос        |
| 25. | Георги Петличков       | 1948   | Грамос        |
| 26. | Петър Шалев            | 1948   | Грамос        |
| 27. | Динка Манчева          | 1948   | Грамос        |
| 28. | Мите Бошев             | 1948   | Вич           |
| 29. | Атанас Сийов           | 1948   | Вич           |
| 30. | Ламбо Зафирков         | 1948   | Грамос        |
| 31. | Филип Калиев           | 1948   | Грамос        |
| 32. | Цана Джидрова          | 1948   | затвор        |
| 33. | Кузо Шалев             | 1949   | затвор        |
| 34. | Димитър Барзов         | 1949   | затвор        |
| 35. | Лиопа Темелкова        | 1949   | затвор        |
| 36. | Циля Манчева           | 1949   | от побой      |
| 37. | Мара Фалева            | 1947   | бомбардировка |
| 38. | Мара Вангелова         | 1947   | бомбардировка |
| 39. | Филя Качева            | 1949   | мина          |
| 40. | Олга Йорева            | 1949   | затвор        |
| 41. | Люба Караджова         | 1949   | затвор        |
| 42. | Тана Джурова           | 1949   | затвор        |
| 43. | Тана Шалева            | 1949   | затвор        |
| 44. | Циля Пишмарова         | 1949   | затвор        |
| 45. | Калиопа Дукова         | 1949   | затвор        |
| 46. | Цана Васкова           | 1949   | затвор        |
| 47. | Циля Гъркова           | 1949   | затвор        |
| 48. | Динка Караджова        | 1949   | затвор        |
| 49. | Илия Диов              | 1949   | затвор        |
| 50. | Милка Влаканчева       | 1949   | затвор        |
| 51. | Васа Влаканчева        | 1949   | затвор        |
| 52. | Александра Чулева      | 1949   | затвор        |
| 53. | Дине Миталков          | 1949   | затвор        |
| 54. | Динка Говедарова       | 1949   | затвор        |
| 55. | Димитър Гйончев        | 1949   | затвор        |